# Железный человек (фильм, 1951)
«Железный человек» (англ. Iron Man) — фильм нуар режиссёра Джозефа Певни, вышедший на экраны в 1951 году.
Фильм рассказывает о добром и порядочном шахтёре из Пенсильвании Коуке Мейсоне (Джефф Чандлер), который становится профессиональным боксёром, демонстрируя в решающиеся моменты поединка звериную жестокость. И хотя это приносит ему победы, зрители ненавидят его. В конце концов, когда его «грязная» манера ведения боя приводит к проблемам в отношениях с женой (Эвелин Кейс) и братом (Стивен Макнелли), Коук меняет своё поведение на ринге. В итоге, в упорном финальном бою со своим другом и партнёром Спидом О’Кифом (Рок Хадсон) Коук терпит поражение, но покидает ринг под восторженные аплодисменты зрителей.
Фильм поставлен по тому же роману У. Р. Беннетта «Железный человек» (1930), так же как и одноимённый фильм Тода Браунинга 1931 года и фильм Уолтера Каррута 1937 года «Некоторые блондинки опасны». Критика в целом положительно оценила картину, отметив хорошую актёрскую игру, хотя вместе указывалось на то, он уступает по уровню таким классическим боксёрским нуарам, как «Тело и душа» (1947), «Чемпион» (1949) и «Подстава» (1949).

## Сюжет
В Нью-Йорке перед началом решающего боксёрского поединка за званием чемпиона в тяжёлом весе болельщики освистывают нынешнего обладателя титула Коука Мейсона (Джефф Чандлер). Сидящая в зрительном зале его жена Роуз (Эвелин Кейс), вспоминает их жизнь последних лет, начиная с того момента, как началось восхождение Коука на боксёрский Олимп:
Ещё совсем недавно Коук и Роуз жили в маленьком шахтёрском городке Коултаун в Пенсильвании. Коук был шахтёром на угольной шахте, а Роуз работала продавщицей в местном магазине промтоваров. Однако Коул не хотел мириться с безысходностью такой жизни, он много читал литературу по радиотехнике, планируя на заработанные средства переехать в большой город и открыть там магазин радиотоваров. Он сделал предложение Роуз, которая разделяла его планы относительно будущего. На работе доброго и порядочного Коука постоянно задирал его коллега, здоровый и наглый хам по имени Алекс (Джеймс Арнесс), что едва не привело к серьёзной стычке между ними. Однако Джордж (Стивен Макнелли), брат Коука, который управлял небольшим клубом для шахтёров, предложил парням выяснить отношения в честном бою на боксёрском ринге. Во время боя более подготовленный и мощный Алекс долго владел инициативой, несколько раз отправляя Коука в нокдаун. Когда после очередного падения над Коуком начали смеяться как сам Алекс, так и собравшиеся зрители, от унижения внутри Коука вдруг возникла какая-то неуправляемая ярость. Он вдруг встал, решительно направился к Алексу и за несколько секунд жестоко расправился с ним. Испугавшись собственной жестокости, Коук поклялся больше никогда ни с кем не драться. Некоторое время спустя, во время работы в шахте Алекс заложил в породу слишком много динамита, и в результате взрыва произошло обрушение части перекрытий, засыпав группе шахтёров выход из шахты. Когда Джордж услышал, что обвал произошёл в шахте, где работает Коук, он бросил свои дела в клубе и первым спустился в шахту месте с группой спасателей, а затем пробил проход к месту, где находились уже теряющие сознание шахтёры. Коук, как и другие шахтёры оказались в больнице, где Джордж начал уговаривать Коука бросить тяжёлую, малооплачиваемую и опасную работу шахтёра, с помощью которой он скопит на свой магазин разве что к старости. Вместо этого он предложил брату начать боксёрскую карьеру, которая, как уверяет Джордж, за год позволит ему заработать 10-15 тысяч долларов, чего вполне хватит на собственный магазин. Более того, он уже сделал несколько звонков и договорился об участии Коука в трёх боях, как только тот будет к этому готов. Услышав о деньгах, которые можно заработать на боксе, Роуз поддержала Джорджа и уговорила Коука попробовать.
Вскоре Коук начал тренироваться в местном спортзале вместе со своим приятелем, молодым фанатиком бокса Томми «Спидом» О’Кифом (Рок Хадсон). Во время своего первого боя Коук поначалу снова уступал сопернику, однако в какой-то момент он пришёл в ярость и, забыв о нормах поведения боксёров, жестоко избил своего противника. Толпа освистала Коука, считая его метод ведения боя «грязным». Тем не менее, на протяжении нескольких последующих месяцев Коук продолжил побеждать в том же стиле, становясь для публики парнем, которого «любят ненавидеть». Дело дошло до того, что авторитетный спортивный журналист Макс Уоткинс (Джим Бакус) написал в своей колонке, что Коука из-за его убийственных склонностей нельзя допускать до боёв. Чувствительный в быту, Коук болезненно воспринял враждебное отношение зрителей к себе, однако поскольку бои с его участием приносили всё больше денег, Роуз и особенно Джордж подталкивали его в продолжению выступлений. Когда же Коук попал на действительно сильного боксёра, чемпиона Джо Савеллу (Стив Мартин), тот жестоко избил Коука. Понимая, что у него есть только ярость, но не хватает мастерства, Роуз и Джордж стали уговаривать Коука уйти из бокса, однако тот жёстко ответил, что докажет зрителям, что он чемпион. Тем временем Спид, который сам стал участвовать в боях, одержал серию побед, создавая себе репутацию чистого, любимого публикой бойца. А Коук по контрасту с ним стал ещё более ненавидимым и ожесточённым.
Встретившись на очередной вечеринке, Джордж и Херб Райли (Джордж Бакстер), менеджер Савеллы, стали рассуждать о том, что во время повторного боя из-за ярости Коука и мастерства Савеллы оба боксёра просто уничтожат друг друга. Надеясь избежать этого, Джордж стал уговаривать Роуз заплатить все их сбережения Райли за то, чтобы Савелла сдал бой, и эта победа даст Коуку возможность провести бой за звание чемпиона. Хотя они заработали уже более 10 тысяч долларов, которых достаточно на покупку магазина, Роуз согласилась отдать эти деньги ради здоровья и карьеры мужа. Не зная о сделке, Коук выиграл бой у Савеллы, однако Макс не поверил в то, что бой был честным, и в своей колонке потребовал от боксёрской комиссии провести расследование. В ходе слушаний Коук увидел, что ни Роуз, ни Джордж не верят в его мастерство, и грубо оттолкнув их, он выбежал из кабинета. Некоторое время спустя Коук, который перестал общаться с Роуз и Джорджем, пришёл к Максу, заявив ему, что тот является единственным человеком, которому он может доверять. Коук рассказал, что когда он был ребёнком, другие дети всегда дразнили и издевались над ним, вынуждая его драться за свою жизнь, и он никак не может оставить в прошлом эту свою детскую реакцию на унижение. По просьбе Коука Макс соглашается стать его менеджером, однако наставляет его, что чтобы тот не превращал собственное унижение в желание убить своего соперника. Вскоре Коук выигрывает несколько боёв, доходя до финале, где его соперником оказывается Спид, который стал претендентом на титул. Узнав о предстоящем бое Коука со Спидом, Роуз резко выговаривает Максу, однако тот объясняет, что это будет бой, который позволит Коуку вырасти во взрослого человека.
Действие возвращается в настоящее время. Зрители и комментаторы поражены тем, что Коук, неожиданно преодолев себя, отказался от своей «грязной» манеры ведения боя. Бой проходит в упорной равной борьбе с небольшим преимуществом Спида. Однако к его концу Коук настолько изнеможён, что выйдя на последний 15-й раунд, падает на ринг ещё до его начала. Спида объявляют победителем, после чего он помогает Коуку подняться, и в сопровождении Джорджа он покидает ринг. Зрители встают с мест и устраивают Коуку овацию. Роуз подбегает к Коуку, и он обнимает её под восторженные крики болельщиков.

## В ролях
- Джефф Чандлер — Коук Мейсон
- Эвелин Кейс — Роуз Уоррен Мейсон
- Стивен Макнэлли — Джордж Мейсон
- Рок Хадсон — Томми «Спид» О’Киф, он же Коско
- Джойс Холден — Крошка Форд, фотограф
- Джим Бакус — Макс Уоткинс
- Джеймс Арнесс — Алекс Маллик
- Стив Мартин — Джо Савелла

## Создатели фильма и исполнители главных ролей
Джозеф Певни начинал карьеру как актёр второго плана таких фильмов нуар «Ноктюрн» (1946), «Тело и душа» (1947), «Улица без названия» (1948) и «Воровское шоссе» (1949), после чего как режиссёр поставил такие фильмы как «Вымогательство» (1950), «Плоть и ярость» (1952), «Пересечь шесть мостов» (1955), «Человек с тысячью лиц» (1957), «Тэмми и холостяк» (1957) и «Это случилось в полночь» (1957).
В 1951 году Джефф Чандлер был номинирован на «Оскар» за роль второго плана в вестерне «Сломанная стрела» (1950). Среди других его наиболее заметных актёрских работ — главные роли в фильмах нуар «Брошенная» (1949), «Из-за тебя» (1952), «Женщина на пляже» (1955), «Человек в тени» (1957), «Порванное платье» (1957).
Эвелин Кейс сыграла главные женские роли в таких фильмах нуар, как «Лицо под маской» (1941), «Джонни О’Клок» (1947), «Убийца, запугавший Нью-Йорк» (1950), «Вор» (1951), «Ривер-стрит, 99» (1953) и «Пол-акра ада» (1954).
Стивен Макнэлли за свою карьеру сыграл в 14 фильмах нуар, среди которых наиболее значимы «Крест-накрест» (1949), «Город за рекой» (1949), «Выхода нет» (1950), «Женщина в бегах» (1950), «Доля секунды» (1953) и «Жестокая суббота» (1955).

## История создания фильма
Студия Universal Pictures ранее уже использовала роман Уильяма Райли Бёрнетта «Железный человек» (1930) как основу для одноимённого фильма Тода Браунинга 1931 года и фильма «Некоторые блондинки опасны» (1937), который поставил Милтон Каррут.
Режиссёр Джозеф Певни в своё время как актёр сыграл в боксёрском нуаре «Тело и душа» (1947). Как было написано в Los Angeles Daily News в январе 1951 года, Певни скопировал некоторые приёмы из того фильма, включая съёмку сцен боёв ручной камерой «Аймо». Через год после этого фильма Певни поставит ещё один боксёрский нуар «Плоть и ярость» (1952) с Тони Кёртисом в главной роли.
Ради съёмок в этом фильме Джефф Чандлер специально занимался боксом. Как он говорил, «это мой шанс подняться на уровень Кирка Дугласа и Роберта Райана», которые к тому времени сыграли главные роли и успешных боксёрских нуарах «Чемпион» (1949) и «Подстава» (1949) соответственно.
Роль рефери сыграл Фрэнки Вэн (англ.  Frankie Van), бывший профессиональный боксёр, который был также техническим консультантом фильма.
Фильм находился в производстве в январе-феврале 1951 года, премьера фильма состоялась 17 августа 1951 года в Питтсбурге и в Нью-Йорке, и 18 августа — в Лос-Анджелесе. В том же месяце фильм вышел в прокат
Перед началом проката фильма в рекламных целях Чандлер пробоксировал два раунда против чемпиона мира Джерси Джо Уолкотта на арене Polo Grounds в Нью-Йорке перед 25 тысячами зрителей.

## Оценка фильма критикой
После выхода картины на экраны обозреватель «Нью-Йорк таймс» написал, что хотя фильм и «не испытывает недостатка в крови, поте и подозрениях, которые присущи боксёрским драмам», тем не менее «эта история о боксёре, напуганном и побежденном собственным инстинктом убийцы», не выходит за рамки «стандартной для этой темы». По мнению критика, «актёрский состав, режиссёр и сценарист профессиональны и относятся к своей работе серьёзно, но они не создают чемпионского фильма». И он не «относится к аристократической компании таких значимых предшественников, как „Чемпион“». Это просто «крепкое профессиональное исследование необычного боксёра — шахтёра по профессии, который мечтает о менее тяжёлом и менее опасном существовании в качестве владельца магазина радиодеталей — которого затягивает в бокс соблазн быстро разбогатеть ради этого магазина». При этом критик достаточно высоко оценивает актёрскую игру, в частности, Эвелин Хейс, Стивена Макнэлли, Рока Хадсона и Джима Бакуса, которые играют «содержательно и естественно». Однако в центре внимания картины безусловно находится Джефф Чандлер, «который обладает телосложением тяжеловеса и способностью показать себя перед камерами, хотя ему и мешают некоторые из его реплик. Он представлен как крутой жёсткий парень, однако довольно часто говорит как интеллектуал, что сбивает зрителя с толку».
По мнению современного историка кино Хэла Эриксона, «рассказанный в форме флэшбека, этот фильм наиболее силён в экспозиции, показывая, как герой пробивается из шахтёрского городка к чемпионству». Историк жанра нуар Спенсер Селби отметил, что фильм рассказывает историю «крутого шахтёра, который думает, что бокс принесёт ему всё, что он когда-либо хотел». Другой современный исследователь жанра Майк Кини написал, что «благодаря хорошей актёрской игре и увлекательным сценам боёв получился отличный боксёрский фильм. А бой Чандлера с Хадсоном сам по себе стоит того, чтобы продавать на него билеты».